# Zhongjianichthys
Zhongjianichthys é uma espécie extinta de peixe pertencente à família Chrysomelidae.